# Lipcsey Márton
Vitéz bilkei Lipcsey Márton Karácsony Sámuel (Tiszafüred, 1881. december 26. – Budapest, 1972. március 1.) tábornok, a karcagi kerület országgyűlési képviselője, a Magyar Élet Pártjának tagja, a Katonai Érdemkereszt, a Osztrák Császári Vaskorona-rend, valamint a Signum Laudis tulajdonosa, földbirtokos.

## Élete
Az ősrégi református nemesi származású bilkei Lipcsey családnak a sarja. Apja bilkei Lipcsey Tamás (1842–1898), szolgabíró, földbirtokos, anyja beniczi és micsinyei Beniczky Gabriella (1849–1944). Apai nagyszülei bilkei Lipcsey Lajos (1810–1878), földbirtokos és kisvárdai Papp Zsuzsanna (1821–1903); anyai nagyszülei beniczi és micsinyei Beniczky Márton (1806–1871), földbirtokos és beniczi és micsinyei Beniczky Mária (1816–1867) voltak. Apai nagynénjei: Lipcsey Zsuzsanna, akinek a férje bogdi Papp Elek (1838–1913), mérnök, politikus, országgyűlési képviselő, valamint Lipcsey Ilona, akinek a férje beniczi és micsinyei Beniczky Béla.
Középiskoláit Kisújszálláson és Miskolcon végezte, majd elvégezte a Ludovika Akadémiát és 1901-ben mint hadnagy a kassai 5. honvéd huszárezred kötelékében kezdte meg katonai pályáját. Debrecenben és Szegeden két ekvitációt végzett, majd a bécsújhelyi vívótanfolyam elvégzése után a pécsi 8. huszárezredhez, innen pedig a központi lovasiskolába Budapestre vezényelték. A lovasiskola elvégzése után mint főhadnagy, a váci 6. huszárezredhez került, az itt töltött csapatszolgálat után pedig 1911-ben a lovaglótanárképző intézetbe, majd a bécsi spanyol iskolába. 1914 májusában századossá nevezték ki és az 1. jászkun huszárezred kötelékében vonult a harctérre. Állandó frontszolgálatot teljesített az orosz és román fronton, majd később Ukrajnában mint hadosztálylovasság, később mint félezred parancsnok. Kétszer is megsebesült. Vitéz és bátor magatartásáért magkapta kétízben a Signum Laudist, tulajdonosa a Katonai érdemkeresztnek és a Vaskoronarendnek. 1918 novemberében őrnaggyá lépett elő, a háború után pedig a Ludovika Akadémiában mint lovaglótanár működött. 
Szerepe volt az ellenforradalmi mozgalomban és 1919 júliusában Szegedre ment, ahol részt vett a Nemzeti Hadsereg szervezkedésében és megalakulásában és a dunántúli lovasezred osztályparancsnoka lett. Az 1. honvédhuszárezred kötelékében mint alezredes, később mint ezredes teljesített szolgálatot. A Vitézi Szék megalakulásakor vitézi törzskapitánnyá nevezték ki. Ezután ismét a Ludovika Akadémiára került, ahol lovasparancsnok lett. Itteni működéséhez fűződik a katonai sport nagyarányú fellendítése. Gömbös Gyula megbízásából ő vezette be a hadseregbe a modern tiszti öttusát és lovaspólót. 1929-től 1935-ig mint vitézi törzskapitány teljesített igen széleskörű és odaadó szolgálatot, és ekkor tábornokká nevezték ki. Nyugalomba vonulása után vitézi telkén gazdálkodott. A 4.188/1925. O.F.B. számú ítélettel 237 kataszteri hold 947 négyszögöl nagyságú középbirtokot alakított az O.F.B. Ungár Jónás földbirtokából. Ezt a középbirtokot a Vitézi Szék rendelkezésére bocsátotta, amely azt vitéz Lipcsey Márton ny. huszár ezredesnek adományozta. Ugyanakkor mintegy 50 kat. hold legelőt is csatolt a birtokhoz, amelynek megváltási ára a már említett 187.719 pengőben benne van. A 40.787/1928. O.F.B. számú ítélet ellen a Tímár Benő és társaiból alakult Gabonási Legeltető Társaság fellebbezést nyújtott be. Ezt az 1931. február 24. napján megtartott tanácsülésen tárgyalta meg az O.F.B. és meghozta a következő határozatot: "l/a. A vitéz Lipcsey Mártonnak juttatott vitézi középbirtokhoz csatolt 50 kat. hold legelőterület megváltási árát 6.000 pengőben állapította meg. Ennek kat. tiszta jövedelme: 128 aranykorona 86 aranyfillér, átlag 2 aranykorona 57,7 aranyfillér, kat. holdankénti ára 120 pengő (154,62 pengő volna kataszteri alapon)".
Lipcsey Márton tagja a tiszántúli mezőgazdasági kamarának, elnöke a kamara dévaványai gazdasági alosztályának. A kormányzó kiváló szolgálataiért a II. osztályú Magyar Érdemkeresztet adományozta számára. Tulajdonosa a III. osztályú Magyar Érdemkeresztnek is. Az országos politikai életbe az 1939. évi általános választások alkalmával kapcsolódott be. A karcagi választókerület igen nagy szótöbbséggel választotta meg Meskó Zoltánnal, a nyilaskeresztesek jelöltjével szemben. Tagja volt a véderő bizottságnak és a számvizsgáló bizottságnak.

## Házasságai és leszármazottjai
Első házasságát 1920. március 2-án kötötte a Józsefvárosban, tőrei Tóth Edittel (1899. december 12. – Budapest, 1939. február 8.), tőrei dr. Tóth Béla, ügyvéd, a Pesti Hazai Első Takarékpénztár Egyesület igazgatósági tagja és báthori Sigray Hermin (1878–1955) lányával. Házasságukból két gyermek született: Lipcsey Márton és Lipcsey Edit, aki később Ányok Károly neje lett.
Özvegységre jutva új házasságot kötött, második felesége Som Emma (1910–†Budapest, 1987. augusztus 2.) lett.